# BIP-Deflator
Der BIP-Deflator ist ein Preisindex des Bruttoinlandsprodukts (BIP), der als sogenannter impliziter Preisindex als Quotient aus nominalem (in jeweiligen Preisen) und realem (preisbereinigt) BIP errechnet wird:
{\displaystyle \mathrm {BIP} _{\mathrm {Deflator} }={\frac {\mathrm {BIP} _{\mathrm {nominal} }}{\mathrm {BIP} _{\mathrm {real} }}}}
Neben dem BIP-Deflator werden auch Deflatoren für die Komponenten des BIP berechnet, etwa für den Privaten Verbrauch oder den Export. 

## Funktion
Der BIP-Deflator dient in der Volkswirtschaftslehre zur Messung des Preisniveaus und der Inflation. Anders als etwa der Verbraucherpreisindex bildet der BIP-Deflator nicht nur Preisänderungen der Güter eines ausgewählten Warenkorbs ab, sondern die Änderungen aller Preise der Volkswirtschaft. Aus diesem Grund wird er von Wissenschaftlern oft bevorzugt, während der Verbraucherpreisindex in den Medien eine stärkere Resonanz findet.

## Beispiel
Das nominale BIP Deutschlands wurde vom Statistischen Bundesamt (StBA) im „Vorbericht 2003“ für 2003 mit 2129,20 Mrd. € angegeben. In Preisen von 1995 betrug das BIP 1987,70 Mrd. €. Der BIP-Deflator errechnet sich somit wie folgt:
{\displaystyle \mathrm {BIP} _{\mathrm {Deflator} }={\frac {\mathrm {BIP} _{\mathrm {nominal} }}{\mathrm {BIP} _{\mathrm {real} }}}={\frac {2129{,}20\,{\text{Mrd. Euro}}}{1987{,}70\,{\text{Mrd. Euro}}}}=1{,}071}
Üblicherweise wird dieser Wert mit 100 multipliziert: 107,1. Für das Basisjahr (im Beispiel 1995), ergibt sich immer ein Wert von 100,0 (1 mal 100), da das reale und nominale BIP im Basisjahr gleich ist.
Mit Einführung der Kettenindizes geht das StBA inzwischen anders vor. Die Zeitreihen für das BIP in jeweiligen Preisen werden als Messzahlen (zur Zeit bezüglich des Jahres 2015 gleich 100) ausgedrückt. Mit Hilfe der Kettenindizes wird das BIP außerdem als eine preisbereinigte Reihe von Messzahlen (ebenfalls 2000=100) ermittelt. Der Quotient aus Messzahl für das nominale BIP und der entsprechenden preisbereinigten Messzahl des BIPs ist dann der implizite Preisindex oder der BIP-Deflator. 
{\displaystyle \mathrm {BIP} _{\mathrm {Deflator} }={\frac {\mathrm {BIP,Messzahl(2000=100)} _{\mathrm {in\ jeweiligen\ Preisen} }}{\mathrm {BIP,Messzahl(2000=100)} _{\mathrm {preisbereinigt} }}}}